# Lesceline
Lesceline est la fondatrice de l'abbaye de Saint-Pierre-sur-Dives.

## Biographie
Elle serait la fille du « très noble » Turquetil (possiblement Turquetil, seigneur de Tourville).
Elle fonde vers 1046/1047 l'abbaye de Saint-Pierre-sur-Dives et elle fait don de terres à la Sainte-Trinité de Rouen en 1049.
Selon Guillaume de Jumièges, Guillaume d'Eu se rebelle contre son demi-frère Richard II de Normandie. Le chroniqueur relate une histoire considérée comme légendaire par certains historiens, mais vraie par d'autres. Guillaume aurait été capturé par Raoul d'Ivry et emprisonné sous la garde d'un certain Turquetil. Il se serait enfui grâce à la Lesceline, la fille de ce dernier, qu'il aurait ensuite épousée. La Roque, dans son Histoire généalogique de la Maison de Harcourt (1662), affirme que ce Turquetil est le Turquetil d'Harcourt que Guillaume de Jumièges décrit comme primogéniteur de la maison d'Harcourt. Pour l'historien David Douglas, cette affirmation semble basée sur une double confusion, et est donc sans fondement. Guillaume est ensuite pardonné par son demi-frère le duc, qui l'autorise à épouser Lesceline.
Elle meurt le 26 janvier 1057/1058 à l'abbaye qu'elle a fondée et y est inhumée.

## Mariage et descendance
Elle épouse Guillaume, comte d'Eu. Ils ont pour descendance connue, :
- Guillaume Busac, probablement le fils aîné et héritier jusqu'à sa révolte contre le duc au plus tard en 1048, un temps comte d'Eu, puis comte de Soissons de jure uxoris ;
- Robert d’Eu († 1091/93), succède à son frère comme comte d'Eu après la révolte de ce dernier ;
- Hugues d'Eu, évêque-comte de Lisieux de 1049 à 1077.

### Sources
- Pierre Bauduin, La première Normandie (Xe – XIe siècle) : Sur les frontières de la haute Normandie : identité et construction d'une principauté, Caen, Presses universitaires de Caen, 2e édition, 2006.
- Généalogie des comtes d'Eu sur Medieval Lands.